# Krzyż Jubileuszowy dla Cywilnych Funkcjonariuszów Państwowych
Krzyż Jubileuszowy dla Cywilnych Funkcjonariuszów Państwowych (niem. Jubiläumskreuz für Zivilstaatsbedienstete) – austro-węgierskie odznaczenie.

## Historia
Krzyż Jubileuszowy dla Cywilnych Funkcjonariuszów Państwowych został ustanowiony z okazji 60. rocznicy objęcia tronu cesarza przez Franciszka Józefa I w 1908 i był przeznaczony do wyróżniania obywateli Austro-Węgier ze sfery służby cywilnej. Krzyż był noszony na wstążce czerwonej. Inne wersje odznaczenia to: Krzyż Jubileuszowy Wojskowy i Krzyż Jubileuszowy Dworski, które między sobą i wersją cywilną różniły się tylko wstążkami: wojskowy na białej z czerwonymi paskami, a dworski odwrotnie – na czerwonej z białymi paskami.